# Alain Peyrefitte

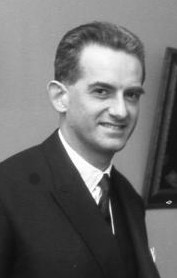
Alain Peyrefitte

Alain Roger Antoine Peyrefitte (Najac, 26 augustus 1925 – Parijs, 27 november 1999) was een Frans politicus, diplomaat en schrijver.

## Familie en jeugd
Grootvader Peyrefitte, afkomstig uit het dorp Salsein in de Pyreneeën, werd rijkswachter in Saint-Beauzély en trouwde er.
De grootouders van Peyrefitte aan moederszijde kwamen uit Vines, departement Aveyron, waar de man naast landbouwer ook gemeentesecretaris was en plaatselijk correspondent van La Dépêche du Midi. Hij behoorde eerder tot de vrijdenkers en toen hij in 1909 stierf weigerde de pastoor een kerkelijke begrafenis, wat woog op de verdere houding van de familieleden tegenover de kerk.
De ouders Peyrefitte, beiden werkzaam in het onderwijs, hadden twee zonen: René (1920) en Alain (1925). Eigenlijk werd Alain geboren onder de voornamen Roger Antoine. Hij wijzigde zijn voornaam na de oorlog in Alain, toen zijn naamgenoot en waarschijnlijk verre neef, de achttien jaar oudere Roger Peyrefitte begon naam te maken als schrijver.
Alain Peyrefitte verhuisde in zijn jeugd mee met zijn ouders naar Aubin, Rodez en Montpellier, maar bleef zijn vakanties doorbrengen in Saint-Beauzély.
Na de oorlog kandideerde hij voor de École normale supérieure in Parijs (rue d'Ulm). Na een eerste mislukking voor het ingangsexamen, slaagde hij het jaar daarop. In 1946 werd hij ook student in de allereerste promotie van de École nationale d'administration (ENA).
Hij begon zijn beroepsloopbaan aan de CNRS. Hij bestudeerde er het concept vertrouwen en werkte dit later uit in zijn werken Le Mal français en La Société de confiance.
In 1948 trouwde hij met Monique Luton (Parijs, 1924-2005) met wie hij vier dochters en een zoon kreeg.

## Diplomaat
Peyrefitte vatte een carrière aan in de diplomatie. Eerst was hij op post in Duitsland, als medewerker van André François-Poncet, hoog commissaris voor de Franse bezettingszone. Hij volgde er aandachtig de heropleving van de Duitse economie.
Terug in Parijs einde 1952 werkte hij op het ministerie van Buitenlandse zaken. Zijn vrouw publiceerde onder het pseudoniem Claude Orcival in 1953 de roman Ton pays sera mon pays, waarin verschillende leden van het hoog commissariaat herkenbaar en met negatieve connotaties een rol speelden. Dit leverde Peyrefitte blijvende vijandschappen op binnen de diplomatie, onder meer van François-Poncet.
In 1954 werd Peyrefitte consul generaal in Krakow. Terug in Parijs in 1956 werkte hij op het departement Europese zaken.

## Politiek
Een eerste kandidatuur voor een politiek mandaat in april 1958 (kantonnale verkiezing in Bray-sur-Seine, (Seine-et-Marne) kende geen succes.
Enkele maanden later, na de terugkeer aan de macht van generaal De Gaulle, werd hij tot parlementslid voor Seine-et-Marne verkozen voor de UNR. Hij werd telkens opnieuw herkozen, tot hij in 1981, na de presidentsverkiezing van François Mitterrand, verslagen werd door de socialist Marc Fromion. Die verkiezing werd echter ongeldig verklaard en in 1982 herwon Peyrefitte zijn zetel, die hij behield tot in 1995. Dat jaar werd hij senator; ambt dat hij bleef bekleden tot aan zijn dood.
Peyrefitte werd ook burgemeester van Provins (1965-1997), raadslid voor het kanton Bray-sur-Seine (1964-1988) en vicevoorzitter van de 'conseil général de Seine-et-Marne' (1982-1988).

## Minister
In april 1962 werd Peyrefitte voor het eerst opgenomen in een regering, als staatssecretaris voor Informatie.

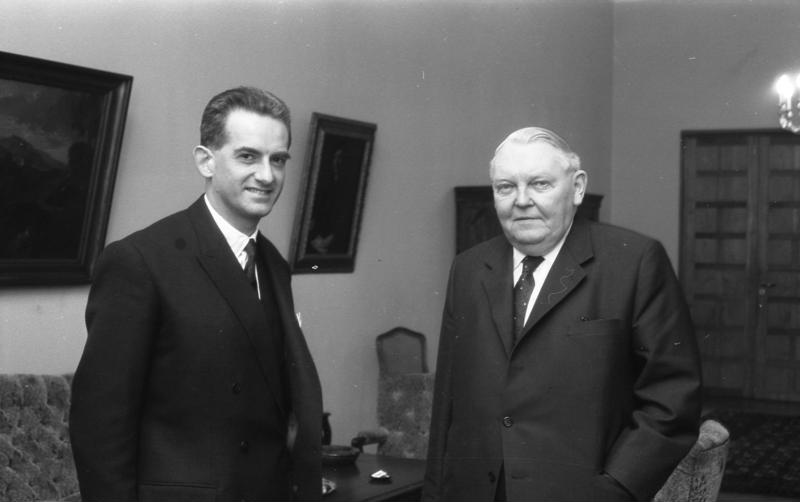
Met Ludwig Erhard in Bonn, 1964

Na enkele maanden werd hij korte tijd staatssecretaris voor de gerepatrieerden uit Algerije, om vanaf december 1962 opnieuw het departement Informatie te beheren, ditmaal als minister. De volgende drie jaar was hij de woordvoerder van de regering en onderhield hij bevoorrechte relaties met De Gaulle.
Hij werkte tijdens die jaren aan de modernisering en liberalisering van de audiovisuele middelen, die uitsluitend in overheidshanden waren en sterk door de overheid gecontroleerd werden. Hij steunde de ontwikkeling van de regionale televisiestations en richtte de Office de radiodiffusion-télévision française (ORTF) op, die minder sterk aan de politieke overheid gebonden was.
In januari 1966 werd hij minister voor Wetenschapsbeleid. Hij steunde de ontwikkeling van het Franse procedé voor kleurentelevisie SECAM. Hij startte ook het programma voor de ontwikkeling van de waterstofbom, die uitmondde op de eerste Franse H-bom, tot explosie gebracht op het eiland Moruroa in augustus 1968.
In april 1967 werd hij minister van Onderwijs. De gebeurtenissen van Mei 68 dwongen hem tot een voortijdig ontslag.
Na bijna vijf jaar een actief lid van de Assemblee Nationale te zijn geweest, kwam Peyrefitte in maart 1973 opnieuw in de regering als minister voor administratieve hervormingen. In 1974 werd minister voor Cultuur en Leefmilieu. Na de dood van Georges Pompidou en de verkiezing van Valery Giscard d'Estaing, maakte hij geen deel uit van de regering gevormd door Jacques Chirac.
Van 1977 tot in 1981 was Peyrefitte minister van Justitie in de regering gevormd door Raymond Barre. Hij bracht de informatisering van strafdossiers op gang, organiseerde de in werking stelling van de "gerechtelijke bemiddelaars" en verlaagde de kosten voor burgers van sommige juridische procedures. Peyrefitte wijzigde ook de rekruteringsvoorwaarden voor magistraten, waarbij hij de magistratuur openstelde voor personen die vijftien jaar juridische praktijk konden aantonen.
Sommige beslissingen leverden hem zware kritiek op van de oppositie en in sommige persorganen. Zo was er de uitlevering aan Duitsland van Klaus Croissant, de voormalige advocaat en medestander van de Rote Armee Fraktion.
Begin 1981 kon Peyrefitte een wet indienen die sterker optreden toeliet tegen de criminaliteit. De wet werd zwaar aangevallen door de oppositie maar werd wel aangenomen. Toen links aan de macht kwam, werd de wet gedeeltelijk afgeschaft.

## Tussentijdse perioden
Van 1968 tot 1972 was hij voorzitter van de parlementscommissie Cultuur en Sociale Zaken. 

In 1971 maakte hij een studiereis in China en schreef hierna een van zijn bekendste werken: Quand la Chine s'éveillera… le monde tremblera, waarin hij de economische en politieke ontwikkeling van de Volksrepubliek voorspelde.

In 1972-1973 was hij secretaris-generaal van de gaullistische partij UDR.

Nadat Peyrefitte in 1974 geen minister meer was, bleef hij politiek actief.

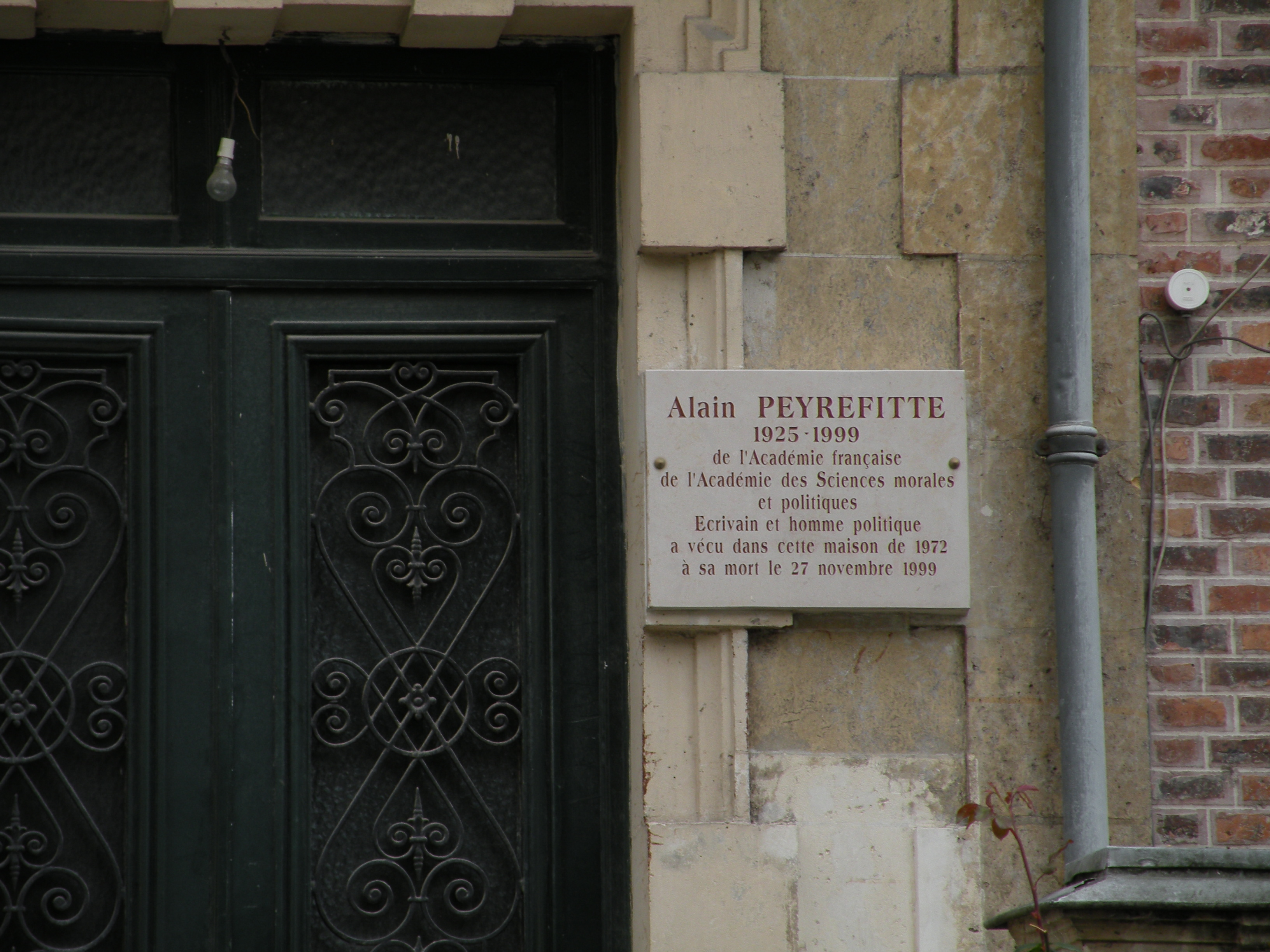
Laatste woning van Alain Peyrefitte, 111 rue du Ranelagh, Parijs 16

Vanaf 1981 maakte Peyrefitte geen deel meer uit van regeringen, ook niet toen in 1986 rechts opnieuw de meerderheid won. Hij wijdde zich voortaan vooral aan zijn ambten als senator en burgemeester, evenals aan zijn activiteiten als schrijver en journalist.
Op 15 december 1986 pleegde de stadsguerillabeweging Action Directe een aanslag op hem. Hij ontsnapte er aan, maar zijn chauffeur, Serge Langer, overleefde de explosie niet.

## Auteur
Ondanks zijn actieve politieke carrière, schreef Peyrefitte talrijke werken. Dit zorgde ervoor dat hij in 1977 tot lid van de Académie française werd verkozen, in opvolging van Paul Morand. In 1987 werd hij verkozen tot lid van de Académie des sciences morales et politiques in opvolging van Raymond Tournoux.
Als eerste opgemerkte publicatie was er in 1949 Le Mythe de Pénélope, bekroond door de Académie française. Zijn drie meest succesvolle werken waren:
- Quand la Chine s'éveillera… le monde tremblera (1973)
- Le Mal français (1976).
- C'était de Gaulle (1994-2000), een trilogie waarin zijn talrijke gesprekken met Charles de Gaulle aan bod komen.

## Publicaties
- Rue d'Ulm, chroniques de la vie normalienne, 1946
- Le Sentiment de confiance, essay, 1947
- Les Roseaux froissés, roman, 1948
- Le Mythe de Pénélope, essay, 1949
- Faut-il partager l'Algérie?, essay, 1961
- Quand la Chine s'éveillera… le monde tremblera, essay, 1973
- Le Mal français, essay, 1976
- Les Chevaux du lac Ladoga - la justice entre les extrêmes, essay, 1981
- Quand la rose se fanera, essay, 1983
- Encore un effort, Monsieur le Président, essay, 1985
- L’Empire immobile ou le choc des mondes, récit historique, 1989 [Ned. vert. China en het Westen; kroniek van een historische ontmoeting. Kampen: Kok Agora - Kapellen: DNB / Uitgeverij Pelckmans, 1991].
- La Tragédie chinoise, essay, 1990
- La Société de confiance, essay, 1995
- La Chine s'est éveillée, essay, 1997
- C'était de Gaulle, memoires, 1994 - 1997 - 2000 Prix Aujourd'hui 1994.